# 聖羅倫斯灣
聖羅倫斯灣（英語：Gulf of Saint Lawrence）是加拿大東南部的大西洋海灣。西起聖羅倫斯河河口安蒂科斯蒂島，东至纽芬兰岛，南接卡伯特海峡，北接贝尔岛海峡，分别通大西洋。面积约为25万平方公里。圣劳伦斯河在這裡流入北大西洋，位於拉布拉多半岛、紐芬蘭、新不倫瑞克與布雷顿角岛之間。海底台地处水深一般在50公尺以下，深水区可达572公尺。结冰期和解冻期都较迟，每年5～12月通航，海轮经聖羅倫斯河深水航道航行，可达五大湖沿岸港口。